# Bobby Zamora
Robert Lester "Bobby" Zamora (født 16. januar 1981 i London, England) er en engelsk tidligere fodboldspiller, der spillede som angriber. Han var gennem karrieren blandt andet tilknyttet West Ham United, Bristol Rovers, Brighton & Hove Albion og Tottenham Hotspur.
I februar 2012 tog han det kontroversielle skridt at skifte fra Fulham til lokalrivalerne fra Queens Park Rangers.

## Landshold
Zamora nåede at spille to kampe for Englands A-landshold, og spillede i 2002 seks kampe for landets U-21 hold.